# Artotéka

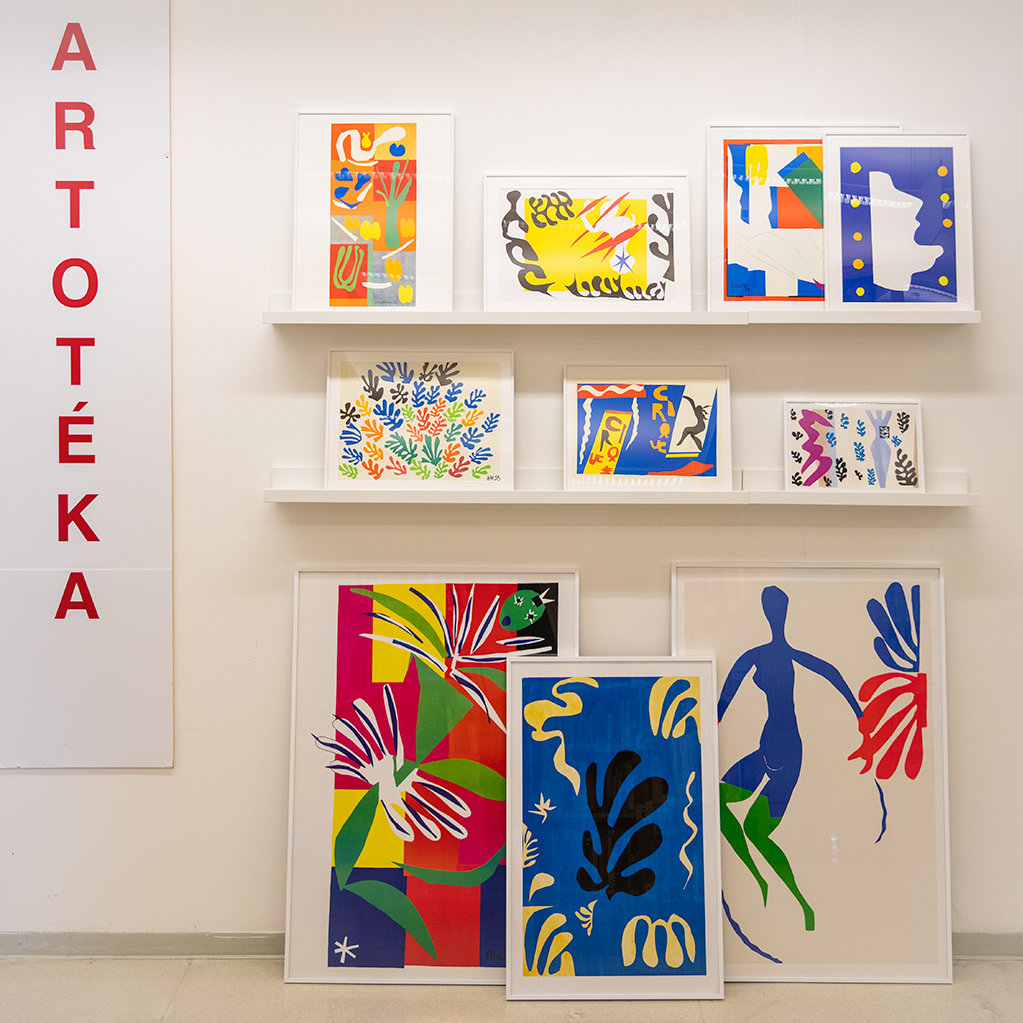
Artotéka Městské knihovny v Praze.

Artotéka je veřejná půjčovna obrazů, fungující na principu podobnému knihovně, která půjčuje soukromým osobám, firmám či veřejným institucím umělecká díla. Dle svého zaměření doplňuje tuto činnost půjčováním knih a periodik o umění, pořádáním výstav nebo organizováním akcí a přednášek pro veřejnost. Artotéky jsou často součástí knihoven, muzeí či galerií nebo jiných kulturních institucí, někdy fungují samostatně. Smyslem artoték je zprostředkovat výtvarné umění široké veřejnosti a začlenit ho do každodenního života.

## Historie
Samotný pojem artotéka vznikl v roce 1964 ve Švédsku. Slovo artotéka se skládá z latinského „ars“ neboli umění a řeckého „théké“, což znamená úschovna.
Myšlenka půjčování uměleckých děl pochází ze Spojených států amerických. První artotéky zde vznikaly na přelomu 19. a 20. století, díky změnám plošně zaváděným americkými knihovnami. V současnosti existují v Americe stovky artoték různého typu od veřejných, přes speciální, zaměřené například na dětské návštěvníky, až po univerzitní, sloužící studentům.
V Evropě byl propagátorem prvních artoték německý malíř a člen hnutí Neue Secession Arthur Aron Segal, který na počátku 20. století prosazoval jejich vznik nejen za účelem zlepšení finanční situace umělců, ale také z přesvědčení, že umění patří všem, a nikoliv pouze učencům a zámožným osobám či muzejním institucím. Rozvoj artoték do dalších zemí byl přerušen druhou světovou válkou a až v šedesátých a sedmdesátých letech byly otevírány artotéky v Anglii, Nizozemí, Švédsku a Německu. V průběhu dalších let se tento koncept rozšířil i do dalších evropských zemí – Rakouska, Francie nebo Belgie. V německy mluvících zemích jsou dnes artotéky běžné, u nás jde však stále o poměrně nový a širší veřejnosti neznámý fenomén. První artotéka v České republice byla založena na počátku 80. let 20. století v Praze. Dnes existuje kromě pražské artotéky také artotéka v Plzni a v Brně.

## Poslání
Artotéky nabízí další alternativu v procesu proměny vztahu diváka k výtvarnému umění. Jejich smyslem je zprostředkovat výtvarné umění široké veřejnosti a zapojit ho do každodenního života tak, aby se stalo jeho běžnou součástí. Chtějí prohlubovat estetické cítění a kultivovat vkus svých uživatelů. Artotéky jako jediné instituce umožňují vnímat umění nejen při návštěvách galerií a muzeí, ale trávit s ním delší čas v soukromém prostředí. Při denním kontaktu se přirozeně buduje vztah mezi dílem a pozorovatelem, dochází k dialogu a tím také vzrůstá zájem o výtvarné umění.
Cílem artoték je v neposlední řadě podpora současných umělců a zvyšování povědomí o současném umění. Artotéky pomáhají bourat předsudky, které vůči němu panují, stírají obavy z jeho nesrozumitelnosti a nepřístupnosti, seznamují uživatele s tím nejnovějším, co se na výtvarné scéně děje.
Díky nízkým výpůjčním poplatkům se mohou obrazy obklopit i ti, kteří nedisponují dostatečnými prostředky. Artotéka umožňuje vyzkoušet si soužití s různými typy výtvarných děl ještě před investicí do vlastního obrazu. Neméně důležitou motivací pro využití služeb artotéky je ale i pouze radost z občasné proměny prostředí, ve kterém trávíme hodně času.

## Artotéky v Česku
V České republice existují celkem tři artotéky, a to v Praze, v Plzni a v Brně.

### Artotéka Městské knihovny v Praze
Pražská artotéka je jedno ze specializovaných oddělení Městské knihovny v Praze zaměřené na výtvarné umění. Nachází se na Opatově a svůj provoz zahájila společně s místní pobočkou knihovny 24. ledna 1983. Inspirací pro její vznik byla návštěva pražských knihovníků v artotéce v Drážďanech. Také díky lokalitě odlehlé od centra se uprostřed nově budovaného panelového sídliště naskytla příležitost organizovat politicky málo sledované akce. Tehdejší vedení knihovny této situace využilo k pravidelnému pořádání výstav jinde nepovolených výtvarníků.

#### Půjčování
Artotéka v Praze půjčuje obrazy, knihy a periodika o umění. Její obrazový fond se skládá z reprodukcí českých i světových děl všech období a originálních obrazů českých umělců 20. a 21. století. Z originálních děl se ve sbírce artotéky nachází vesměs práce na papíře, zejména grafiky, ale i akvarely či kresby. Obrazový fond čítá kolem 3 000 originálních děl a 4 500 reprodukcí. Pražská artotéka jako jediná z českých artoték půjčuje reprodukce.
V artotéce si lze najednou půjčit až 4 originální díla, 20 reprodukcí a 60 knih či periodik. Půjčování obrazů je zdarma, potřeba je pouze čtenářský průkaz knihovny. Výpůjční doba obrazů je 26 týdnů s možností prodloužení na jeden rok.

#### Akce
Artotéka pravidelně pořádá přednášky o umění pro veřejnost a programy pro školy.

Důležitou součástí aktivit artotéky je také výstavní činnost. Nová výstava se v aule pobočky Opatov připravuje každý měsíc. Artotéka se snaží dát prostor především mladým, začínajícím umělcům a studentům uměleckých škol. O díla vystavujících umělců pak artotéka často obohacuje svůj fond.

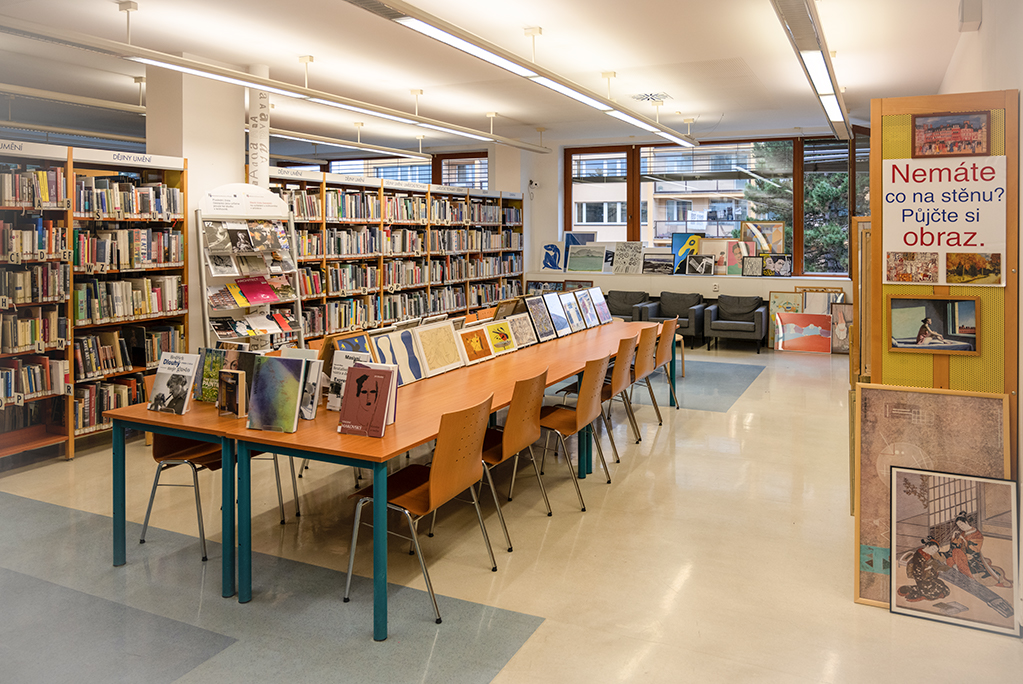
Artotéka městské knihovny v Praze.
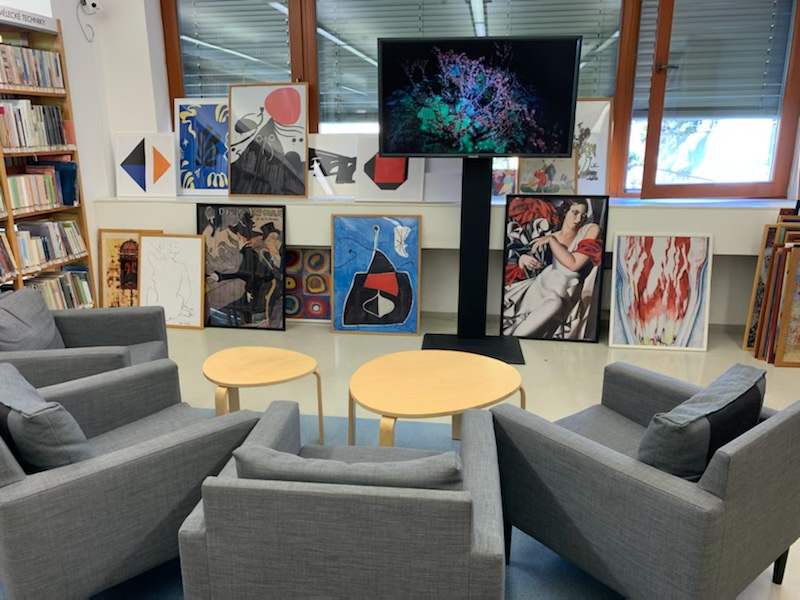
Pražská artotéka v průběhu (on-line) festivalu performence Re-connect art v září 2021.
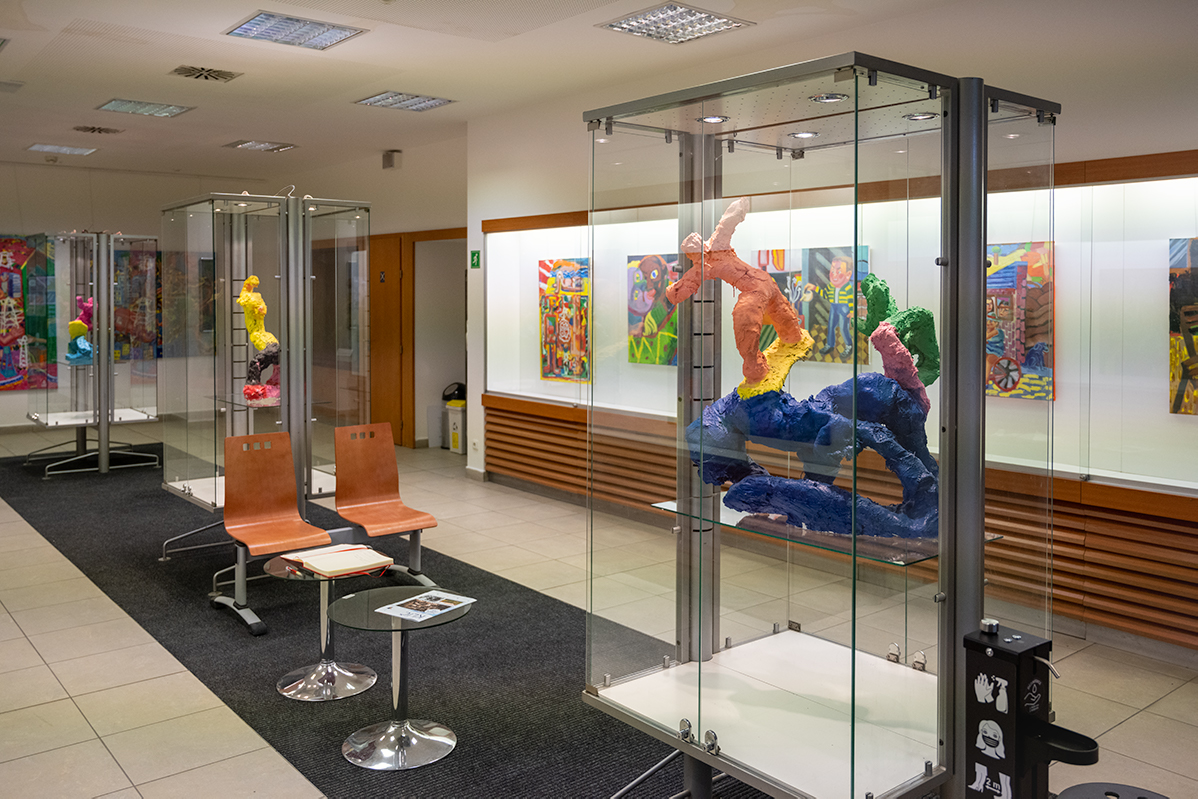
Výstava Jana Herese v pražské artotéce v únoru 2021.

### Artotéka města Plzeň
Plzeňskou artotéku zřizuje město Plzeň od roku 1996. Jejím cílem je především podpora místních umělců. Fond plzeňské artotéky je budován za účelem prezentace současného umění ve veřejném prostoru,  město také zapůjčuje díla z fondu na výstavy a další akce. Artotéka města Plzně se stala významnou pamětí vývoje plzeňského umění a kulturní historie města.

#### Fond
Artotéka města Plzně čítá kolem 230 výtvarných děl a jsou v ní zastoupeni významní umělci Plzeňska. Jde například o díla malířů Jiřího Patera a Miroslava Tázlera, zástupců plzeňské malířské školy 70.–80. let 20. století, takzvaného Paterova kroužku, kam patří například Vladivoj Havlíček, Václav Malina nebo Milan Maur. Dále jsou ve sbírce zastoupena díla Bronislava Losenického, Květy Monhartové, Jarmily Dytrychové, Marie Lacigové, Jiřího Rataje nebo Benedikta Tolara. Obraz Ladislava Sutnara Venuše/Plzeň je žena je v dlouhodobé výpůjčce Západočeské galerie v Plzni. Mezi nejstarší díla v plzeňské artotéce patří soubor grafik a kreseb Karla Votlučky, někdejšího člena Umělecké skupiny, založené roku 1919 a považované za první výtvarný spolek ve městě. Kolekce prezentuje i tvorbu mladých autorů – Šárky Trčkové, Benedikta Tolara, Luďka Míška či Štěpánky Bláhovcové.

### Artotéka Moravské galerie v Brně
Brněnská artotéka je součástí Moravské galerie. Vznikla v roce 2017 na popud Centra nových strategií muzejní prezentace. Její sbírka uměleckých děl se zaměřuje především na práce na papíře – grafiky, kresby, akvarely, fotografie a koláže, součástí jsou ale také rozměrnější malby na plátně, většinou od tuzemských umělců.

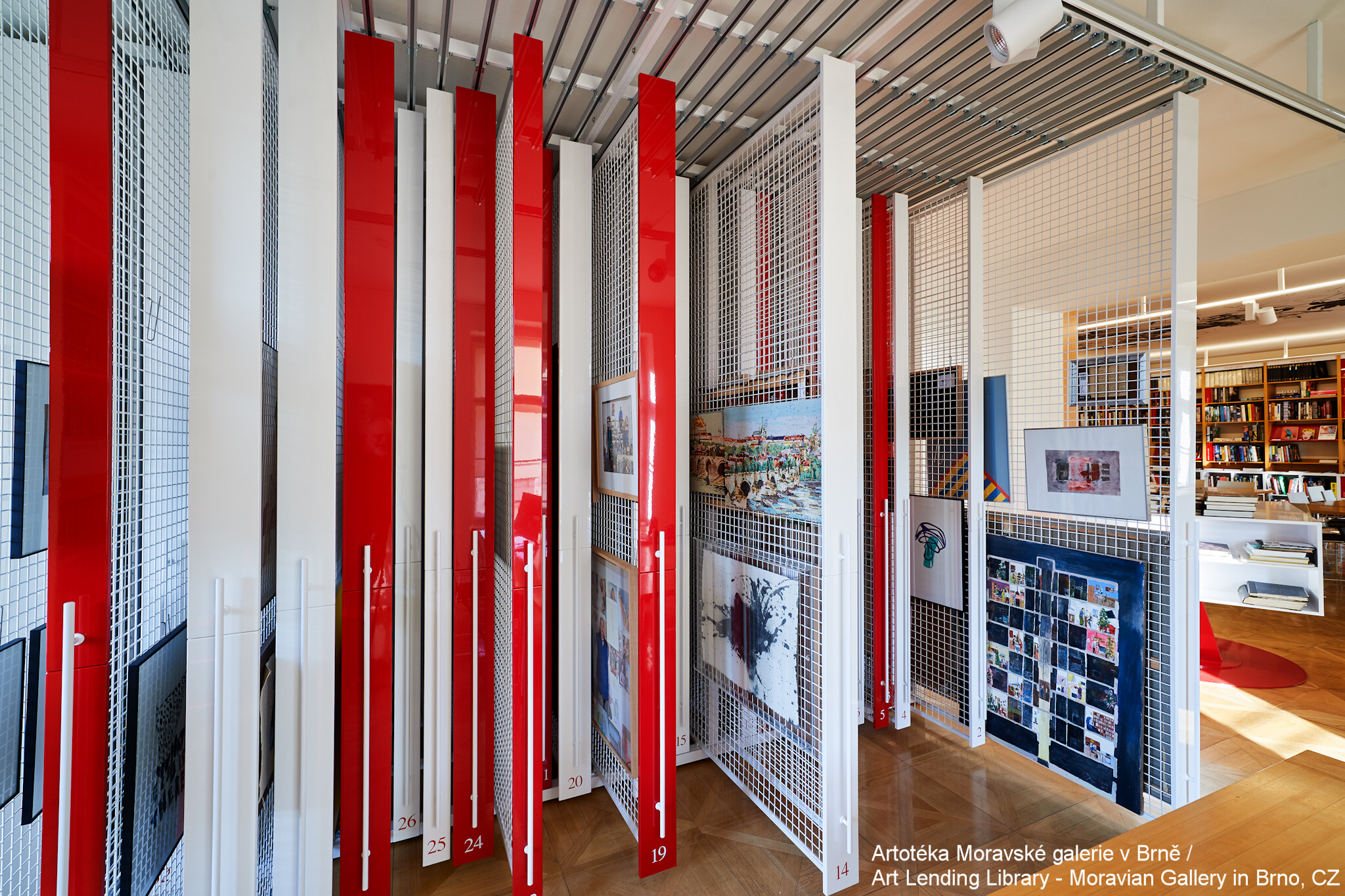
Artotéka Moravské galerie v Brně.

#### Doprovodné akce
Artotéka pravidelně pořádá komentované prohlídky s kurátory Moravské galerie, diskuze s umělci zastoupenými ve sbírce a návštěvy jejich ateliérů. Připravuje také edukační aktivity, ve kterých si žáci a studenti zkoušejí práci galerijního kurátora.

#### Zahraniční spolupráce
Brněnská artotéka spolupracuje s artotékou muzea MUSA ve Vídni a s artotékou v Kolíně nad Rýnem. 

## Zahraniční artotéky
V Německu funguje spolek artoték Artothekenverband Deutschland. Ve Francii pak vznikla síť artoték sdružená v asociaci Adra – Association de Développement et de Recherche sur les Artothèques.